# Fossalto
Fossalto è un comune italiano di 1 127 abitanti della provincia di Campobasso, nel Molise. È situato a nord-ovest del capoluogo.

## Storia

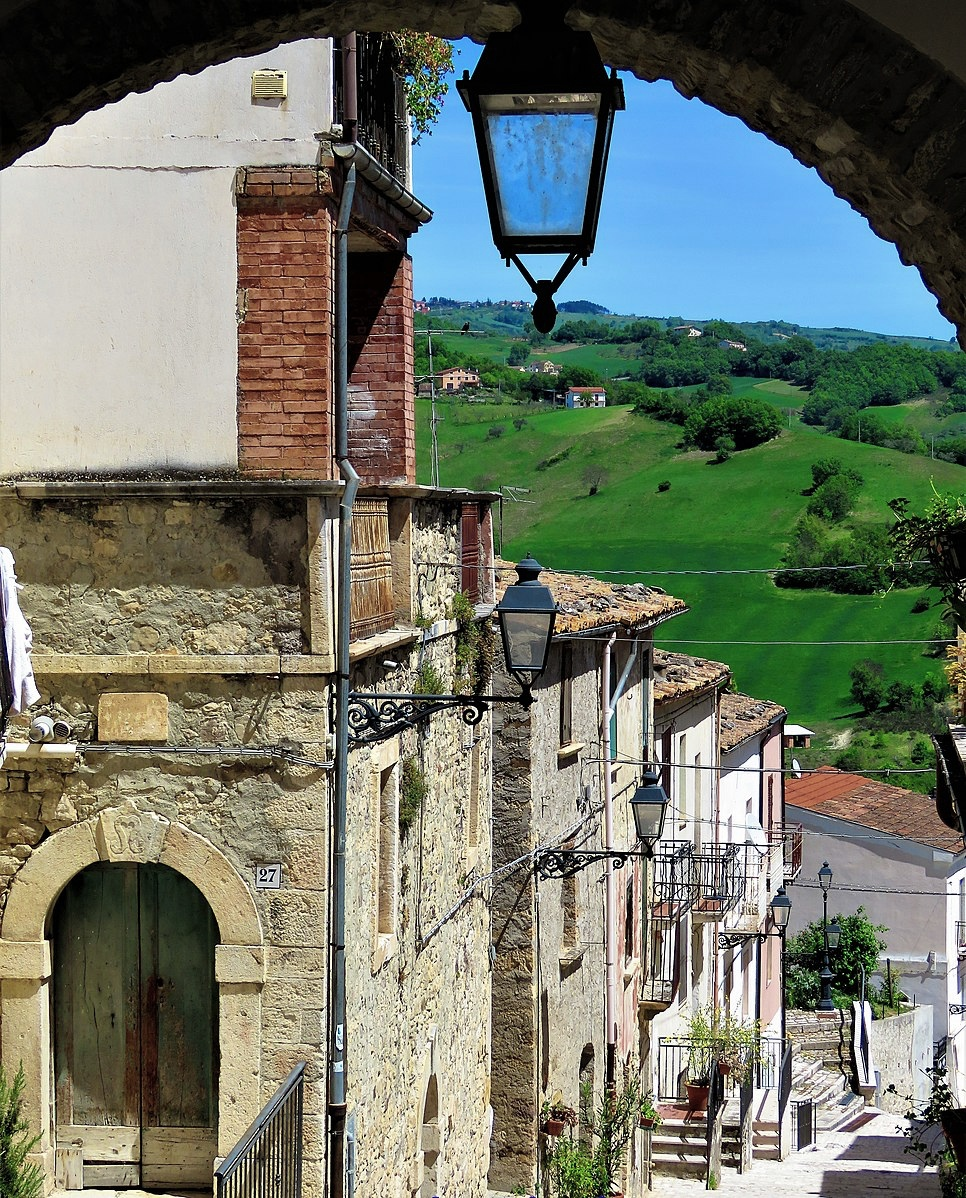
Uno scorcio di una strada di Fossalto

Sorto come borgo medievale, il paese era diviso in due nuclei: Fossaceca e Castelluccio, dipendenti da Limosano. Il centro era fortificato da torri e mura, smantellate nel XVIII secolo, quando il feudo fu dei Di Capua e dei Mascione.

### Simboli
Lo stemma e il gonfalone sono stati concessi con decreto del presidente della Repubblica n. 4029 del 20 giugno 1984.
Il gonfalone è un drappo di azzurro.

## Monumenti e luoghi d'interesse

### Chiesa di San Antonio di Padova
Chiesa barocca costruita a navata unica, con pianta longitudinale. Dentro è conservato un dipinto del Santo, datato 1660. La chiesa possiede a fianco un campanile del 1866.

### Torre Ciarlitto
La torre (XIV secolo) è a pianta circolare e proteggeva il palazzo baronale, oggi residenza signorile. Possiede una edicola votiva a san Nicola.

## Società

### Evoluzione demografica
Abitanti censiti

## Amministrazione
Di seguito è presentata una tabella relativa alle amministrazioni che si sono succedute in questo comune.
| Periodo        | Periodo        | Primo cittadino           | Partito                                | Carica  | Note  |
| -------------- | -------------- | ------------------------- | -------------------------------------- | ------- | ----- |
| 20 giugno 1985 | 27 maggio 1990 | Vincenzo Fusaro           | Partito Socialista Italiano            | Sindaco | [ 6 ] |
| 27 maggio 1990 | 24 aprile 1995 | Vincenzo Fusaro           | lista civica                           | Sindaco | [ 6 ] |
| 24 aprile 1995 | 14 giugno 1999 | Vincenzo Nicola Fusaro    | Socialisti Italiani                    | Sindaco | [ 6 ] |
| 14 giugno 1999 | 14 giugno 2004 | Nicola Cornacchione       | lista civica                           | Sindaco | [ 6 ] |
| 14 giugno 2004 | 8 giugno 2009  | Nicola Cornacchione       | lista civica                           | Sindaco | [ 6 ] |
| 8 giugno 2009  | 26 maggio 2014 | Nicola Giovanni Manocchio | lista civica                           | Sindaco | [ 6 ] |
| 26 maggio 2014 | 27 maggio 2019 | Nicola Giovanni Manocchio | lista civica Per il futuro di Fossalto | Sindaco | [ 6 ] |
| 27 maggio 2019 | 9 giugno 2024  | Saverio Nonno             | lista civica Per il futuro di Fossalto | Sindaco | [ 6 ] |
| 9 giugno 2024  | in carica      | Saverio Nonno             | lista civica Fossalto unito            | Sindaco | [ 6 ] |

## Sport

### Calcio
La squadra di calcio della città è l'A.S.D. Polisportiva Fossaltese 1995 che milita nel girone B molisano di 2ª Categoria. È nata nell'agosto del 1995.
Esisteva anche la Fossaltese C5, squadra di calcio a 5 che militava in Serie C2.